# Akkeshi-Präfektur-Naturpark
Der Akkeshi-Präfektur-Naturpark (jap. 厚岸道立自然公園, Akkeshi dōritsu shizen kōen) ist ein Präfekturnaturpark in Hokkaidō, Japan. Der 1955 gegründete Park hat eine Fläche von 215,23 km². Mit der IUCN-Kategorie V ist das Parkgebiet als Geschützte Landschaft/Geschütztes Marines Gebiet klassifiziert. Die Präfektur Hokkaidō ist für die Verwaltung des Parks zuständig.